# علم ليتوانيا
علم ليتوانيا الوطني يتكون من ثلاثة ألوان أفقية من أعلى إلى أسفل الأصفر، الأخضر والأحمر، أتخذ العلم في 20 من مارس عام 1989 أي قبل الاستقلال الرسمي لليتوانيا عن الاتحاد السوفيتي بعامين.